# Унйо (авіаносець)
Унйо (яп. 雲鷹) — японський ескортний авіаносець часів Другої світової війни, тип «Тайо».

## Історія створення
Збудований протягом 1938—1940 років як океанський лайнер «Яуота Мару» (яп. 八幡丸).
З початком війни, у жовтня 1941 року, був реквізований, переобладнаний на військово-транспортний корабель та використовувався для перевезення військовополонених.
Наприкінці 1941 року почались роботи з перебудови корабля на авіаносець, які завершились в травні 1942 року.
Корабель був обладнаний двома підйомниками, острівної надбудови та катапульт не було.

## Бойове використання
«Унйо» використовувався переважно як навчальний авіаносець та авіатранспорт. До кінця 1943 року доставляв літаки на Філіппіни, Трук та Рабаул.
10 липня 1943 року поблизу Труку корабель був торпедований американським підводним човном «Галібут».
19 січня 1944 на шляху до Йокосуки «Унйо» був атакований підводним човном «Хеддок», у корабель влучило 3 торпеди. 23 січня, під час стоянки на рейді Сайпана, корабель знову був атакований підводним човном «Хеддок», але цю атаку відбили.
Після ремонту, який тривав до червня 1944 року, корабель знову став до ладу. У липні — серпні 1944 року «Унйо» ескортував конвої на лінії Сінгапур — Японія. Увечері 16 вересня американський підводний човен «Барб» торпедував його в Південно-Китайському морі. До ранку наступного дня авіаносець затонув.